# Vepar (planina)
Vepar je planina u općini Zenici. Dolina rijeke Bosne koja teče zapadno odvaja ju od planine Lisca. U narodnoj predaji te su dvije planine nekoć bile jedna planina sve dok se braća blizanci, koji su dotad živjeli u slozi, nisu teško posvadili i svađa je okončala smrću obojice. Planina se od žalosti razdvojila na dva dijela između kojih je potekla rijeka od suza. U predaji je grob jednog brata na planini Liscu, a drugog na planini Vepru. U predaji je ta nekad jedna planina bila s jezerom koje se protezalo od Vranduka do Visokog, sve dok su braća blizanci živjeli u bratskoj slozi i ljubavi. Prema predaji zavađena će braća oživiti i pomiriti se. Kad se pomire, Vepar i Lisac opet će biti jedna planina, a čim se to dogodi jezerske vode poteći će uzvodno i "vratit će se potop".
U dalekoj prošlosti na prostoru zeničke kotline zbilja jest bilo jezero. Vepar je vrlo nepristupačna planina, zbog čega se krupna divljač zadržala ovdje. Tradicionalno je lovište na divlje svinje.

## Vanjske poveznice
- Zenica - stare priče i pričice Zenica - Lisac
- Zenica u Srcu Planina Vepar